# Sturm in der Antarktis
Sturm in der Antarktis ist der fünfte Roman aus Patrick O’Brians historischer Romanreihe um den Kapitän Jack Aubrey und seinen Freund, den Arzt, Naturkundler und Geheimagenten Stephen Maturin. Das englische Original Desolation Island (1978 erstmals bei Collins veröffentlicht) erschien in der Übersetzung von Matthias Jendis 1999 zunächst bei Droemer Knaur, später bei Ullstein. Seit 2024 gibt es eine deutsche Neuauflage durch den Kampa Verlag.

## Inhalt
Captain Jack Aubrey nutzt seinen neu gewonnenen Wohlstand, um sein Haus zu vergrößern und die Schulden seiner Schwiegermutter zu begleichen. Seine Töchter und sein Sohn gedeihen prächtig in seinem Haushalt, der von ehemaligen Seeleuten geführt wird. Er strebt dennoch nach einem neuen Kommando. Das wünscht ihm auch sein Freund Stephen Maturin, der bemerkt, wie sich Jack beim Kartenspiel mit seiner Gutgläubigkeit in Schwierigkeiten bringt. Auch zu einem windigen Mineninvestment lässt sich der Seemann überreden.
Stephen hofft derweil immer noch, Diana Villiers heiraten zu können. Die Kusine von Aubreys Frau ist entgegen ihren Plänen unverheiratet aus Amerika zurückgekehrt. Seine Hoffnung erfüllt sich jedoch nicht. Diana, zu Unrecht der Spionage für die USA verdächtigt, verlässt England fluchtartig wieder; Stephen bleibt nur noch, ihre Rechnungen zu bezahlen.
Für ihn und Jack ergibt sich zu beider Glück eine neue gemeinsame Mission. Jack soll mit der HMS Leopard, einem kleinen Linienschiff mit 50 Kanonen, Gouverneur Bligh gegen die Meuterer in Neusüdwales unterstützen. Da auf dem Schiff zu seinem Missfallen auch einige Strafgefangene transportiert werden, bekommt er auf Betreiben des Leiters des Marinegeheimdienstes Sir Joseph Blaine Stephen als Bordarzt zugeteilt. Der soll die wegen Spionage deportierte Amerikanerin Louisa Wogan ausspionieren. Wogan ist eine Freundin von Diana.
Bereits in der Biskaya gerät die Leopard in einen schweren Sturm. Zudem wurde über die Gefangenen Typhus eingeschleppt. Nach einem kurzen Zwischenstopp auf den Kapverden erkrankt ein Großteil der Besatzung und die schlechte Versorgungslage an Bord mitten in den Kalmen führt dazu, dass über hundert Besatzungsmitglieder sterben.
Jack beschließt, Recife im neutralen Brasilien anzulaufen, um Frischwasser und frische Lebensmittel aufzunehmen. Dort muss er einige erkrankte Besatzungsmitglieder, unter ihnen seinen Ersten Offizier Tom Pullings, zurücklassen. Im Hafen liegt ein britisches Kriegsschiff, das bei einem Gefecht mit dem holländischen Linienschiff Waakzaamheid schwer beschädigt worden war.
Auf dem Weg über den Südatlantik trifft auch die Leopard auf das überlegene 74-Kanonen-Schiff. Jack gelingt es zwar, einem Kampf aus dem Weg zu gehen. Der holländische Kapitän drängt ihn jedoch von der afrikanischen Küste ab, sodass Jack seinen Plan, in Kapstadt seine dezimierte Besatzung zu verstärken, aufgeben muss. Auch der Versuch, die Waakzaamheid in subantarktischen Gewässern abzuschütteln, scheitert. Bei stürmischem Wetter kann die Waakzaamheid aufschließen und es kommt zu einem Schusswechsel auf weite Distanz, bei dem das Linienschiff den Fockmast verliert. Ungünstig in den Wogen treibend wird es schließlich von den Wellen verschlungen. Jack ist jedoch durch einen Splitter verwundet worden.
Weit abgetrieben vom Kap der Guten Hoffnung will Jack einen Eisberg zur Frischwassergewinnung anlaufen, in einer plötzlich aufziehenden Nebelbank kollidiert die Leopard jedoch mit selbigem und wird schwer beschädigt. Nachdem in der Besatzung ein Streit ausbricht über die Schwimmfähigkeit der Leopard, gestattet der immer noch angeschlagene Jack schließlich seinem neuen Ersten Offizier, mit allen, die ihn begleiten wollen, in den Beibooten nach Afrika zurück zu segeln. Er hatte ohnehin nicht Vertrauen in seinen neuen Ersten Leutnant.
Ohne Ruder und mit durchgehend besetzten Pumpen steuert Jack das gerade noch schwimmfähige Schiff in eine geschützte Bucht einer abgelegenen subantarktischen Insel. Hier können die verbliebenen Männer nicht nur den Schiffsrumpf reparieren, an Land finden sie auch noch einen Kohlgarten, mit dem sie ihren Skorbut bekämpfen können.
Stephen Maturin nutzt die Landgänge um Fauna und Flora zu erkunden und Proben zu sammeln. Begleitet wird er dabei von dem jungen Amerikaner Herapath, der sich in England an Bord geschmuggelt hatte, um in der Nähe von Louisa Wogen zu sein. Nach einem Sturz ins Meer war er von Jack vor dem Ertrinken gerettet worden. Stephen machte den aufgeweckten und beliebten jungen Mann zu seinem Gehilfen, auch weil er sich dessen Nähe zu der Amerikanerin zu Nutze machen wollte.
Wenige Tage nach der Leopard läuft der amerikanische Walfänger La Fayette in die Bucht ein. Nicht nur, dass die Amerikaner ihre Gemüsevorräte geplündert finden, die Leopard genießt unter amerikanischen Seeleuten einen schlechten Ruf, seit sie vor der amerikanischen Küste beinahe einen Krieg mit den USA ausgelöst hatte. Die Stimmung unter den Seeleuten ist so von Anfang an angespannt. Nachdem Jack Stephen die amerikanischen Seeleute versorgen lässt und darauf verzichtet, englische Seeleute auf dem Walfänger zum Dienst auf der Leopard zu pressen, bedankt sich der amerikanische Kapitän mit der Überlassung einer Esse, die Jack dringend zur Reparatur des Ruders benötigt.
Nach der Rückgabe der Esse verlässt der Walfänger wieder die Bucht. Kurz zuvor waren Herapath und die von ihm schwangere Louisa Wogan heimlich an Bord gegangen. Stephen und Jacks Bootssteuerer Bonden hatten das zwar von Land aus beobachtet. Doch Stephen hält Bonden davon ab, Alarm zu schlagen, hat er doch Herapath bewusst mit falschen Informationen ausgestattet, die er so den Amerikanern zuspielen will.

## Auftretende Personen (Auswahl)

### Fiktive Personen
- Captain Jack Aubrey
- Dr. Stephen Maturin
- Sophia Williams, Jacks Frau und Mutter seiner Kinder Charlotte, Fanny und George
- Mrs Williams, Jacks Schwiegermutter
- Diana Villiers, Sophias Kusine; Stephens Herzdame
- Sir Joseph Blaine, Leiter des Marinenachrichtendienstes
- Thomas Pullings, James Grant, William Babbington; Leutnants der Leopard
- Barret Bonden, Aubreys Bootssteuerer
- Preserved Killick, Aubreys Steward
- Mr Kimber, windiger Geschäftsmann
- Louisa Wogan, amerikanische Strafgefangene, deportiert nach Australien, mit Diana befreundet
- Michael Herapath, amerikanischer blinder Passagier, Verehrer Wogans
- Winthrop Putnam, Kapitän des Walfängers La Fayette

### Historisch verbürgte Personen
- George Heneage Dundas, Kapitän der Royal Navy
- Peter Heywood, Marineoffizier; in die Bounty-Meuterei verwickelt

## Rezension
Maximilian Mengeringhaus urteilt im Deutschlandfunk Büchermarkt am 29. November 2024 zur Neuauflage, dass die Handlung hinreißend erzählt sei und die Übersetzung sehr solide daherkomme. O′Brians große Kunst bestehe darin, diese vergangene Welt wieder auferstehen zu lassen, ohne sie über Gebühr zu romantisieren. Selbst Nebenfiguren seien ungemein plastisch geschildert.

## Hintergrund
Die HMS Leopard war ein reales Schiff der Royal Navy, den in der Handlung angesprochenen Zwischenfall vor der Küste Virginias hat es tatsächlich 1807 gegeben. Die Briten hatten auf der Suche nach Deserteuren die auf einen Kampf unvorbereitete amerikanische Fregatte USS Chesapeake beschossen und geentert. Vier Deserteure von der Royal Navy wurden festgenommen und verurteilt, der einzige in Großbritannien Geborene wurde gehängt.
Drei amerikanische Seeleute waren bei dem Beschuss getötet und über vierzig verwundet worden. Der Zwischenfall führte zu politischen Spannungen zwischen den USA und Großbritannien und einem Aufschrei der amerikanischen Presse.
Die Fahrt der Leopard in antarktischen Gewässern (Roaring Forties) hat ein reales Vorbild. Lieutenant Edward Riou war 1798 mit der Guardian auf dem Weg vom Kap der Guten Hoffnung nach Australien nach dem Sammeln von Eis zur Trinkwassergewinnung mit einem Eisberg kollidiert. Er gestattete allen, die es wollten, das schwer beschädigte Schiff zu verlassen. Mit den Verbliebenen gelang es ihm, die Guardian zu retten.
Die Beschreibung von Desolation Island erinnert an den Kerguelen-Archipel, den James Cook Inseln der Trostlosigkeit (Islands of Desolation) nannte. Allerdings lässt O'Brian Aubrey in Band 13 (Tödliches Riff) Desolation Island weiter südlicher und östlicher verorten, was auf die Heard und McDonaldinseln deutet.
Die Handlungszeit des Romans lässt sich durch die erwähnte Meuterei in Neusüdwales (Rum Rebellion) auf die Zeit nach 1808 datieren. Auf eine genaue Zeitangabe verzichtet O'Brian auch in diesem Buch.
Im Gegensatz zu früheren Büchern endet der Handlungsbogen nicht mit dem Buch, sondern wird mit den beiden folgenden Bänden Kanonen auf hoher See und Verfolgung im Nebel fortgeführt.

### Ausgaben
- Desolation Island, HarperCollins, 1995, ISBN 978-0006499244
- Sturm in der Antarktis: Das fünfte Abenteuer für Aubrey und Maturin, Kampa, 2024, ISBN 978-3311100843
- Hörbuch: Sturm in der Antarktis: Die Jack-Aubrey-Serie 5, gelesen von Johannes Steck, Kübler Verlag, 2018

### Weiterführende Literatur
- Harbors and High Seas: Map Book and Geographical Guide to the Aubrey/Maturin Novels of Patrick O'Brian, Dean King; Henry Holt & Co, 2000; ISBN 978-0805066142; englischsprachiger Führer durch die komplette Aubrey-Maturin-Reihe